# Partido Nacional Democrático (Chile)
El Partido Nacional Democrático fue el nombre que recibió el Partido Comunista de Chile desde su inscripción el 17 de febrero de 1937 hasta abril de 1938, fecha en que volvió a la figura pública con su nombre original.

## Historia
El 12 de febrero de 1937, el presidente Arturo Alessandri Palma dictó la Ley de Seguridad Interior del Estado, la cual dejaba en la clandestinidad a los partidos políticos conocidos por sus tendencias revolucionarias y de extracción proletarias por afectar con sus actuaciones públicas a la seguridad nacional.
Sin embargo, líderes como Elías Lafferte y Manuel Hidalgo Plaza, decidieron inscribir al partido bajo el nombre de "Partido Nacional Democrático", con el fin de presentarse a las elecciones parlamentarias de 1937. En la oportunidad consiguieron seis diputados y 1 senador.
Al año siguiente, Pedro Aguirre Cerda los incluye en el Frente Popular y deroga la Ley de Seguridad Interior del Estado, permitiendo el retorno legal del Partido Comunista de Chile.